# Raven FAC

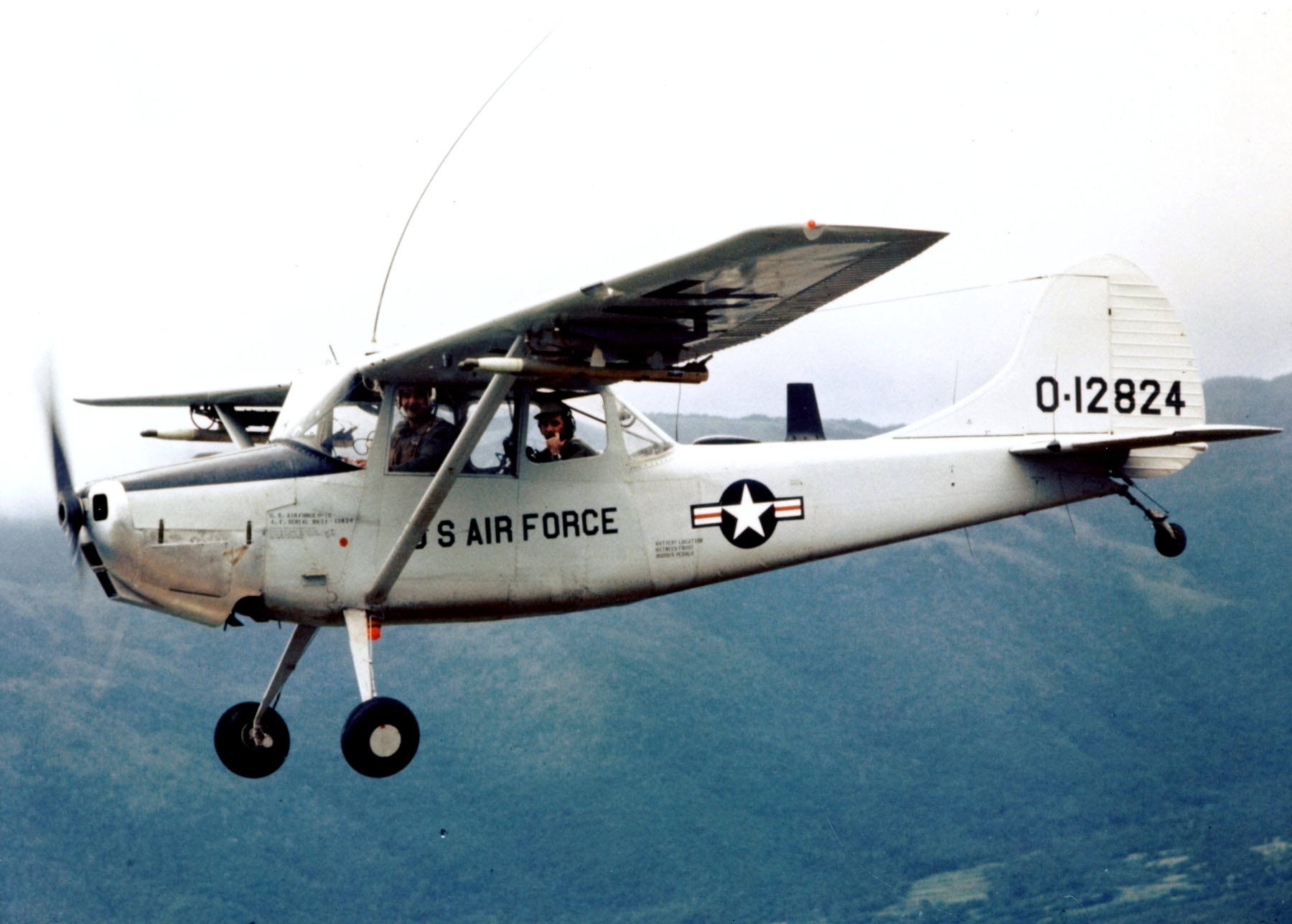
Die Raven setzten unbewaffnete Cessna „Bird Dog“ mit erweiterter Funkausrüstung ein. Die Zweimannbesatzung bestand aus einem US-amerikanischen Piloten der Air Force und meist einem Hmong-Späher und -Funker.

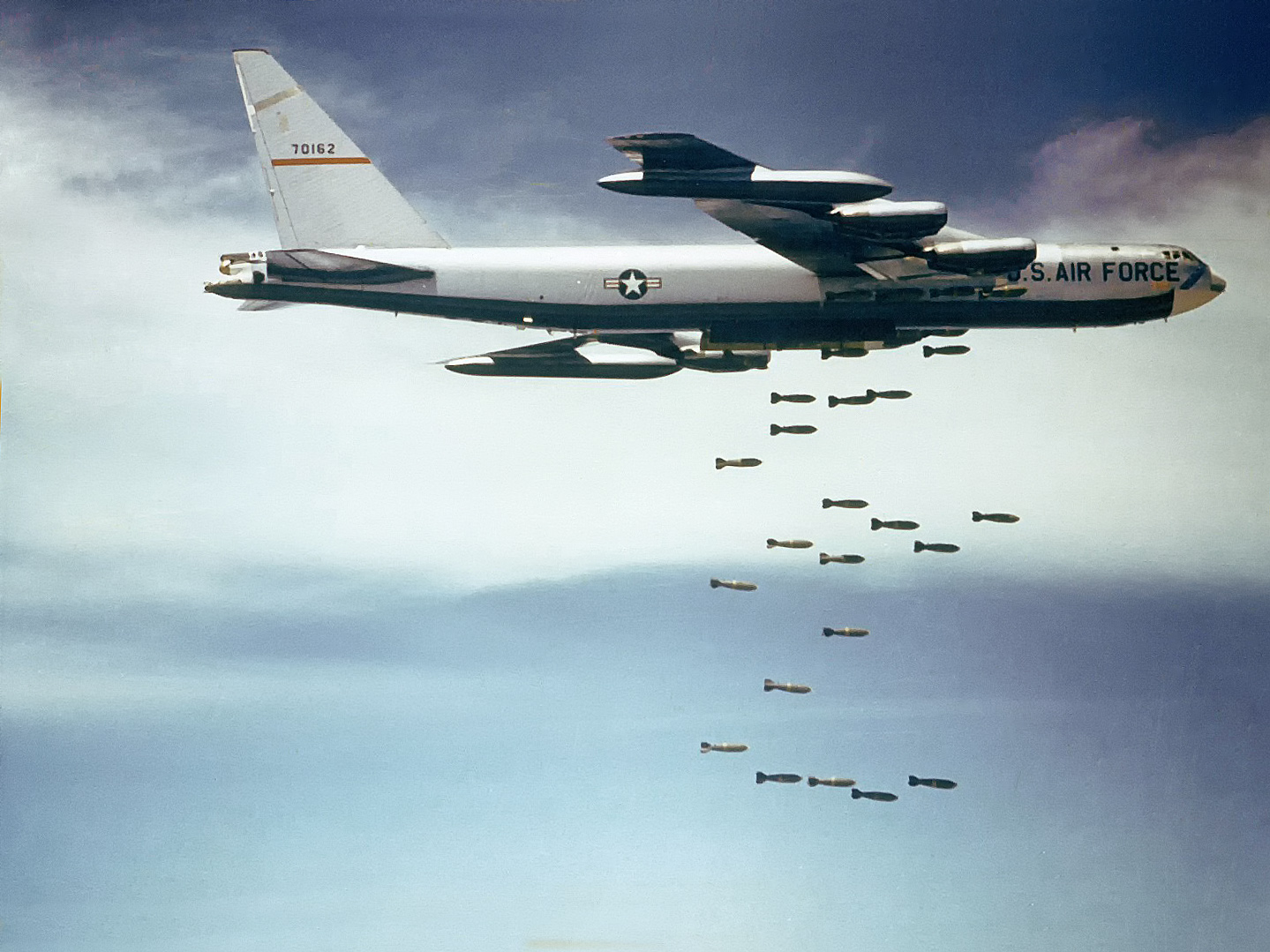
Die Raven koordinierten die Einsätze der B-52-Bomber im nördlichen Laos

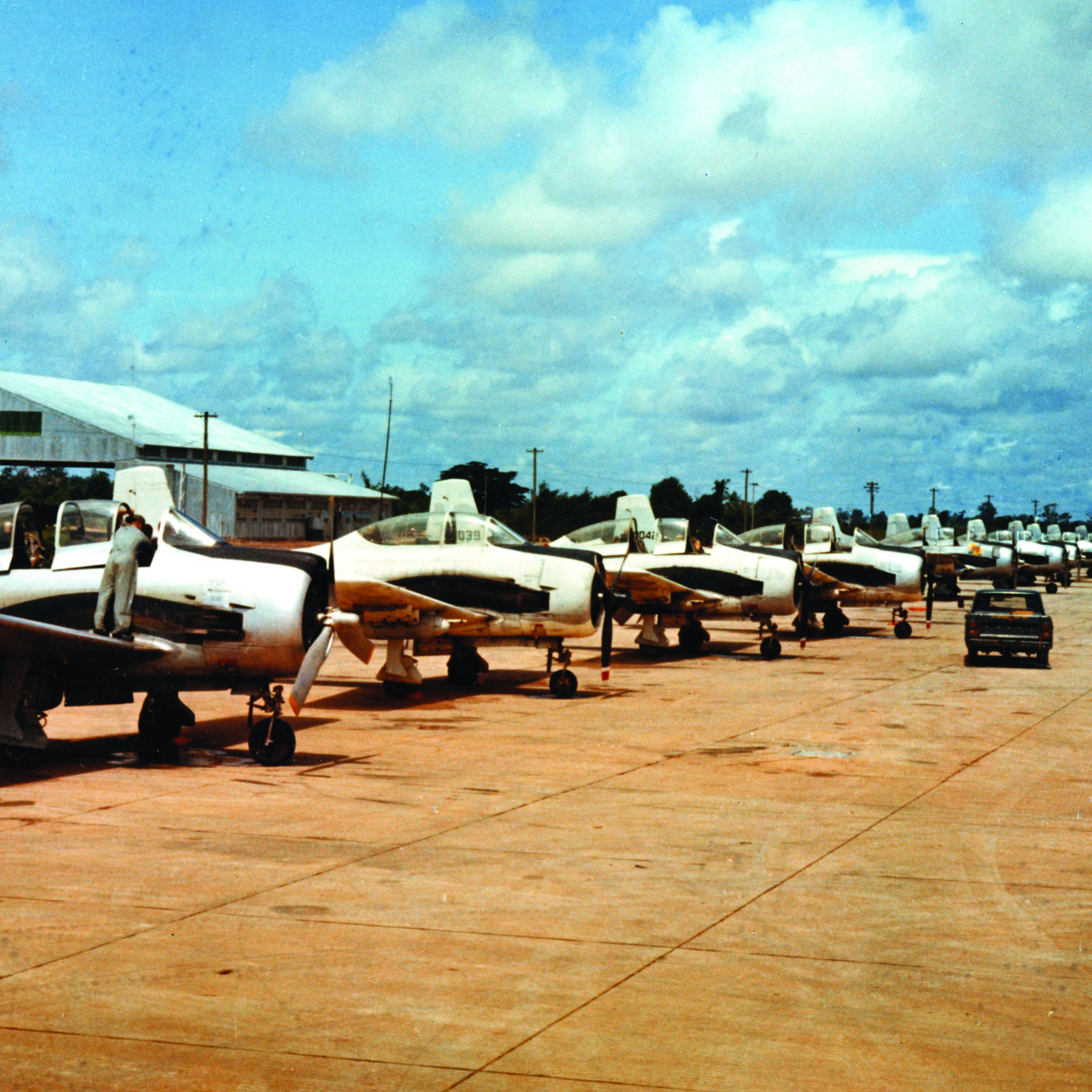
Laotische T-28 aus dem MAAG Programm der amerikanischen Regierung

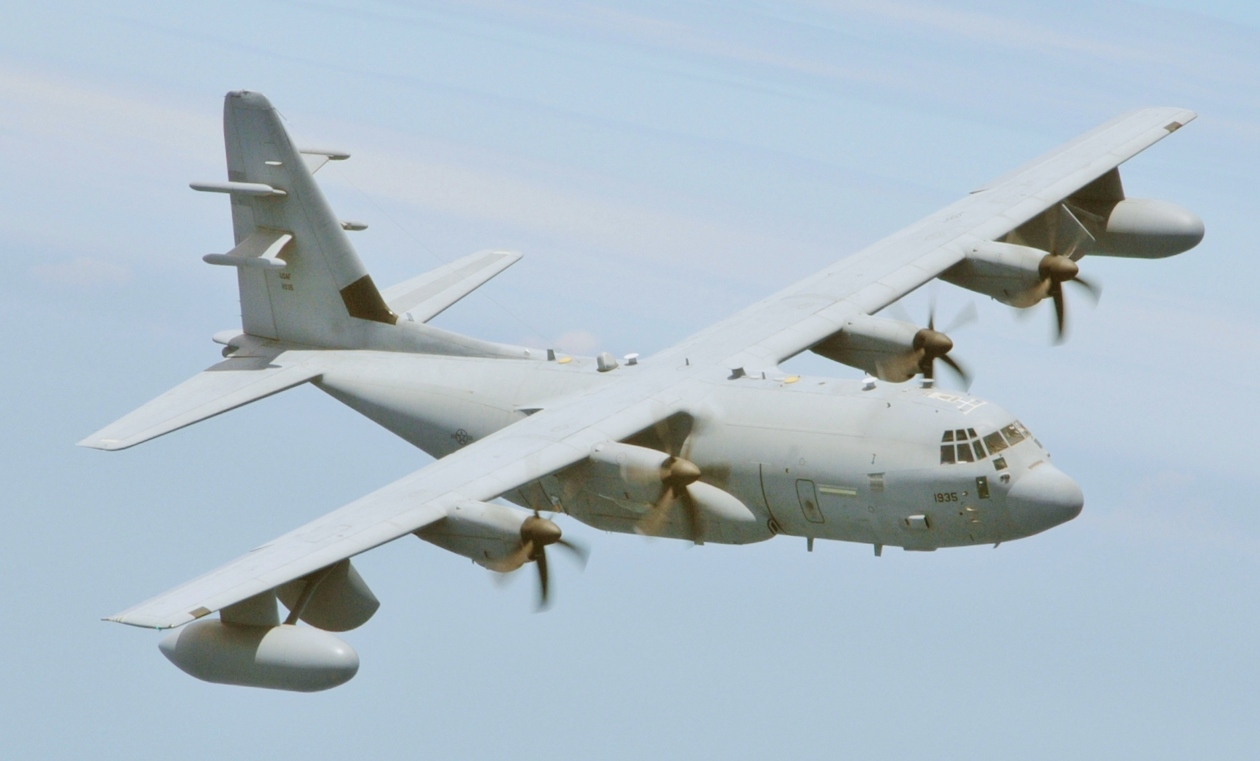
Eine EC-130 übernahm die Gefechtsfeldkontrolle für die Raven, eine Spezialanfertigung der C-130 mit zusätzlicher Funkausrüstung. Man beachte die Antennen.

Raven FAC order Raven Forward Air Controllers wurden Piloten der US-Luftwaffe genannt, die während des Vietnamkrieges in geheimer Mission im Königreich Laos eingesetzt waren. Sie führten Forward-Air-Controller-Missionen im Auftrag der US-amerikanischen Botschaft in Vientiane durch. Die Operation erhielt den Namen Palace Dog, Botschaft intern Project 404. Die Piloten verwendeten Raven (Rabe) als ihr Funkrufzeichen. Sie wurden primär von General Vang Pao vom Militärflugplatz Long Tieng eingesetzt. Long Tieng war eine geheime Basis, umgeben von hohen Bergen und das Hauptquartier der Hmong Kämpfer bzw. Rebellen. Diese Kämpfer wurden vom amerikanischen Geheimdienst CIA finanziert, versorgt und ausgebildet. Die Raven unterhielten außerdem kleinere Stützpunkte in Vientiane, Pakse, Savannakhet und Luang Prabang. Sie koordinierten und kontrollierten die Flächenbombardements der US-Luftwaffe über Nord-Laos, meistens Luftnahunterstützungsmissionen gegen Einheiten der Pathet Lao und reguläre Einheiten von Nordvietnam.
Offiziell wurde das Raven-Programm am 5. Mai 1966 ins Leben gerufen. Dabei ersetzten sie die Butterfly. Butterfly waren FAC oder FAG (Forward Air Guides), welche in Flugzeugen der laotischen Streitkräfte, oder bei privater Fluggesellschaften wie der Air America mitflogen. Diese verwendeten das Funkrufzeichen 'Butterfly' und eine Nummer. Die letzten Raven verließen im Mai 1975 nach der Eroberung von Long Tieng durch kommunistische Einheiten das Land. Die Raven hatten mit 30 % die höchste Verlustrate der amerikanischen Streitkräfte im Vietnamkrieg. Von den eingesetzten Piloten wurden 60 Prozent zumindest einmal von feindlicher Flugabwehr abgeschossen.
Offiziell waren die Piloten Zivilisten und Mitarbeiter der Hilfsorganisation USAID, da der Vertrag über die Neutralität von Laos (Englisch: International Agreement on the Neutrality of Laos), unterzeichnet am 23. Juli 1962 in Genf, keine Stützpunkte der Amerikaner in Laos erlaubte. Die eingesetzten Flugzeuge waren offiziell ihr Privateigentum, wurden aber auf dem amerikanischen Stützpunkt Udon in Thailand und von der Air America gewartet. Offiziell waren die Maschinen von der Luftwaffe ausgemustert worden. Im Gegensatz zum dargestellten Bild trugen sie keine Kennzeichnung der US-Luftwaffe. Während bei den Butterfly auch Mannschaftsgrade dienten, war das Project 404 nur Offizieren mit den benötigten Fluglizenzen vorbehalten.
Es waren nie mehr als 22 Raven gleichzeitig im Einsatz. Sie markierten Ziele für die anfliegenden Bomber mit Zielmarkierungsraketen, hielten Funkkontakt zu diesen und beurteilten danach den Erfolg des Bombardements. Der Funker auf dem Rücksitz hatte die Aufgabe, Funkkontakt zu den eingesetzten Einheiten am Boden zu halten, welche die Ziele der Bomberangriffe festlegten. Die Gefechtsfeldkontrolle übernahm ein ABCCC (ausgesprochen A-B-Triple-C), auch Airborne Command and Control Center in einer EC-130 mit Rufzeichen Cricket.
Die Bomber selber waren nicht in Laos stationiert. Sie flogen von Thailand, Vietnam und Guam an. Neben B-52 Bombern wurden schnelle Kampfflugzeuge eingesetzt, die auch von Flugzeugträgern starteten.
Neben den Raven gab es weitere FAC, bzw. FAG Programme. Dabei handelte es sich um CIA-Einheiten, die von der US-Botschaft in Vientiane eingesetzt wurden, sogenannte Road Watcher Teams, und Spezialeinheiten des Military Assistance Command Vietnam (MACV), die sogenannte Studies and Observation Group, siehe MACV-SOG. Diese koordinierten Bombenangriffe über dem Ho-Chi-Minh-Pfad, einem Geflecht von Nachschubverbindungen zwischen Nord- und Südvietnam, das über laotisches Gebiet verlief, und dürfen nicht mit den Raven verwechselt werden, die primär in den Laotischen Bürgerkrieg eingriffen.
In den Anfangsjahren des geheimen Krieges der Amerikaner in Laos wurden auch Flugzeuge, Hubschrauber und Piloten der CIA eigenen Fluggesellschaft Air America oder der laotischen Luftwaffe für FAC-Missionen eingesetzt. Die Raven koordinierten als Angehörige der Luftwaffe die Einsätze der Bomber und waren Kopilot. Oft war ein zusätzlicher Thai oder laotischer Beobachter an Bord, der Kontakt zu den Bodentruppen hielt.
Neben der amerikanischen Luftwaffe verfügten auch die Laotische Regierung und die Hmong-Rebellen über eigene Luftstreitkräfte. Zumeist wurden North American T-28 zur Luftnahunterstützung eingesetzt. Auch die Raven setzten diese Maschinen gelegentlich ein. Normalerweise wurden diese Maschinen aber von Laotischen Piloten geflogen, die eine Ausbildung im thailändischen Udon Thani erhalten hatten. Dieses von der US-Luftwaffe durchgeführte und von der CIA finanzierte Trainingsprogramm erhielt den Codenamen Waterpump. Die laotischen Piloten führten auch FAC Missionen durch. Um US-amerikanische Flugzeuge zu koordinieren, benötigten sie aber eine Spezialausbildung. Auch die thailändische Luftwaffe verfügte über eigene FAC, welche US-Bomber leitete. Über dem Ho-Chi-Minh Pfad in südlichen Laos wurden auch US Luftwaffe FAC mit Rufzeichen Nail eingesetzt.